# Papier de riz
Pour les galettes de riz aussi fines que du papier, voir bánh tráng.

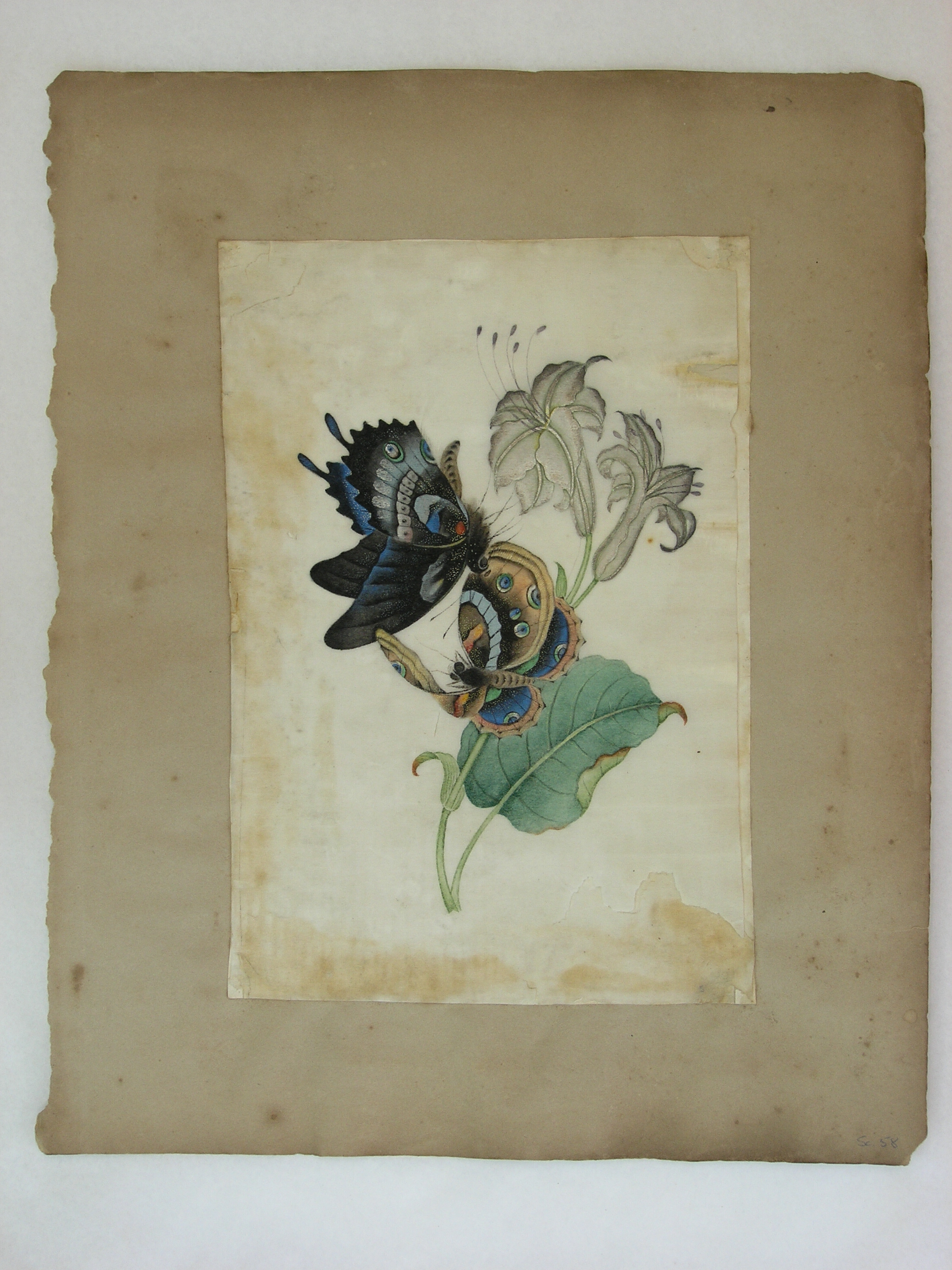
Dessin sur du papier de riz (AM 1932.105-4).

Le papier de riz (chinois simplifié : 米纸 ; chinois traditionnel : 米紙 ; pinyin : mǐzhǐ ; litt. « papier de riz ») est un type de papier chinois à base de moelle d'Aralie à papier de Chine (Tetrapanax papyrifer). 
Plus récemment, ce terme est également utilisé pour désigner le papier fabriqué à partir d'autres plantes comme le chanvre, le bambou ou le mûrier à papier.
Le papier de Xuan comporte une petite partie de fibres de paille de riz.

## Papier de riz chinois ou japonais

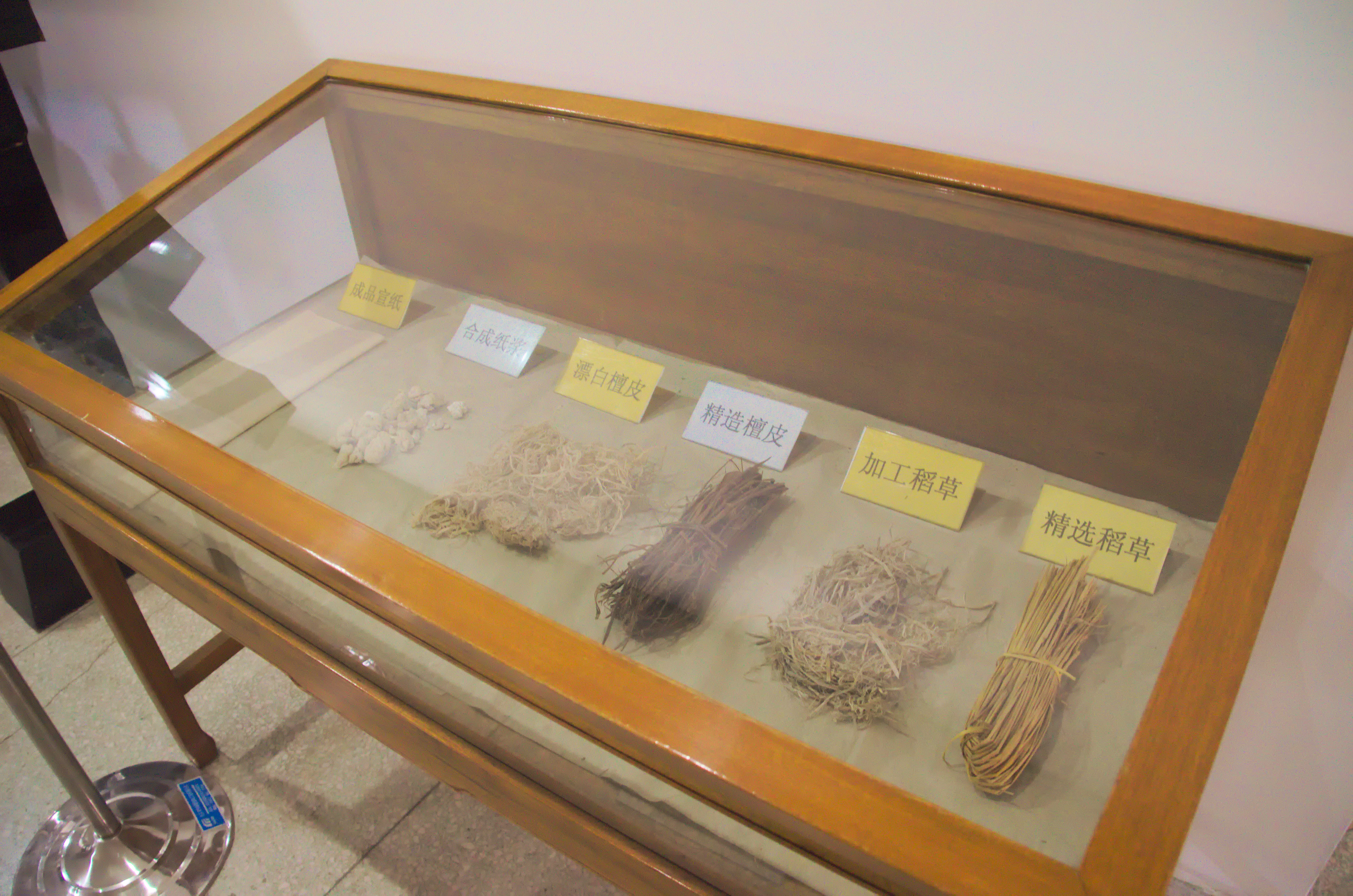
Étapes de la fabrication du papier de riz, de la paille de riz à la feuille, au musée de l'imprimerie de Chine à Pékin.

Ce papier chinois ou japonais n'est pas fait de farine de riz ou de paille de riz, contrairement à une légende inspirée par une confusion linguistique ancienne. Ce qu'on appelle en Occident papier de riz est le papier chinois fabriqué à base à base de moelle d'Aralie à papier de Chine (Tetrapanax papyrifer). Cette plante pousse dans le Sud de la Chine et à Taiwan. Rhumphius la mentionne dans son « Herbarium Amboiense » publié en 1690, le jésuite François-Xavier d'Entrecolles la signale comme plante à papier en 1705. Le papier de riz est importé vers 1805. Le caractère chinois simplifié : 米 ; pinyin : mǐ ; litt. « riz » de la désignation du papier signifie à l'origine « éparpillé par battage [et sert comme] symbole de matérialité et de vitalité » et peut se lire comme une allusion au procédé de fabrication, dans lequel la plante est battue jusqu'à se transformer en pâte.
La paille de riz ou de blé a servi, dès le IXe siècle ou avant, à fabriquer du papier hygiénique, auquel elle donne un toucher cotonneux ; ce papier n'est pas celui qu'on appelle papier de riz.

## Papier de moelle

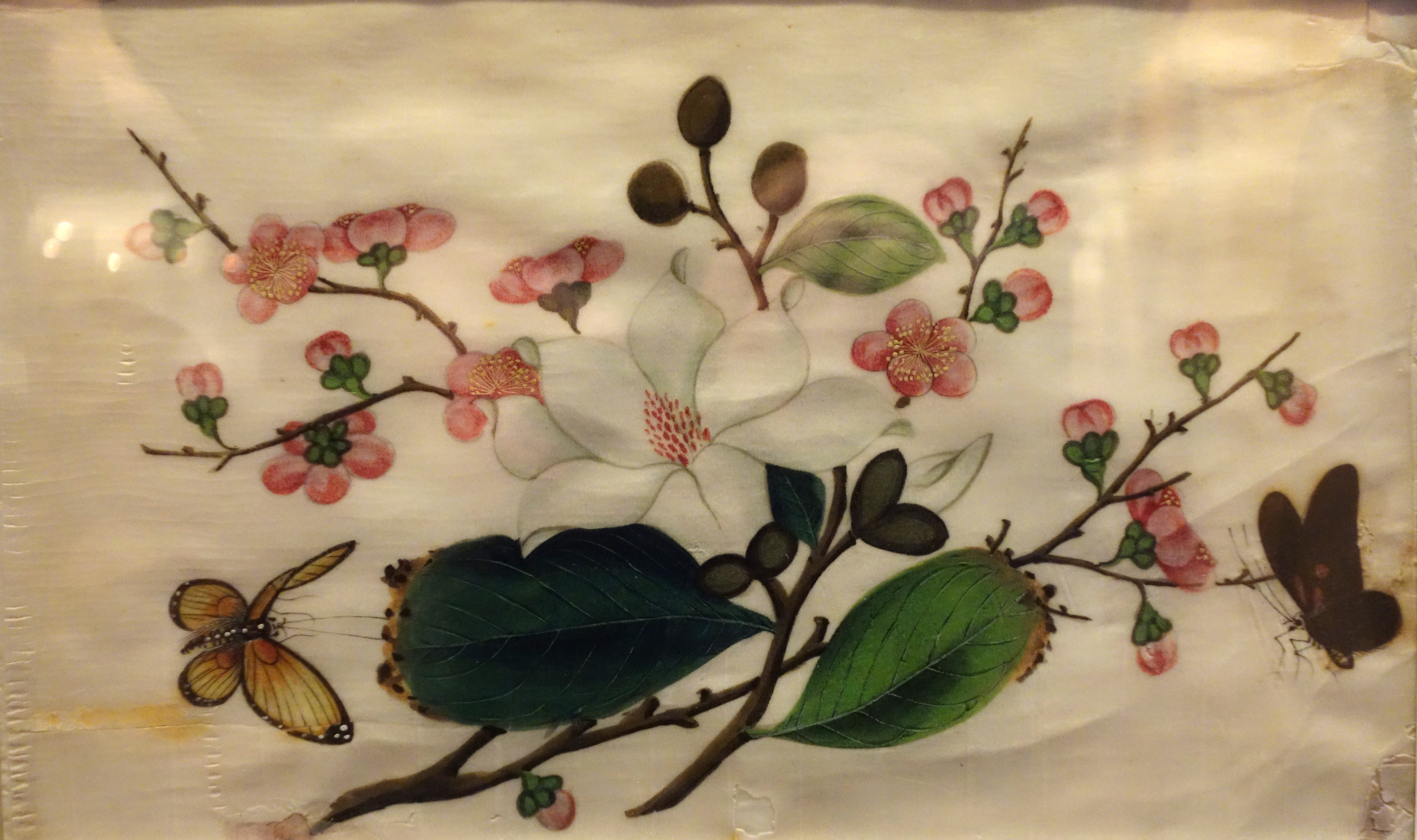
Œuvre peinte sur du « papier de riz » à base de moelle de Tetrapanax papyrifer.

En Europe, vers 1900, une substance proche du papier de riz était initialement connue sous le nom « papier de riz » parce que l'on croyait qu'il était fait à partir de riz. Il était en fait constitué par la moelle d'un petit arbre, Tetrapanax papyrifer, la plante à papier de riz. L'usage en Chine de ce support moins coûteux comme support de peinture d'exportation remonte à une date estimée entre 1819 et 1841, mais auparavant il était déjà utilisé dans la fabrication des fleurs artificielles. 
Cette plante pousse dans les forêts marécageuses de l'île de Taïwan et de Chine méridionale et est également cultivée comme plante d'ornement. Pour produire le papier, les branches sont bouillies et séparées de leur écorce. Le noyau cylindrique de la moelle est roulé sur une surface lisse et dure contre un couteau qui le coupe en fines feuilles à la texture ressemblant à de l'ivoire.
Le papier de moelle, teinté en différentes couleurs, est utilisé pour la préparation de fleurs artificielles, tandis que les feuilles blanches sont utilisées pour le lavis, l'aquarelle et la calligraphie d'Extrême-Orient. Le papier de riz est aussi utilisé pour les lampes et abat-jour. En raison de sa texture, ce papier n'est pas adapté à l'écriture de tous les jours.

## Papier de xuan
Le 宣纸 / 宣紙, xuānzhǐ, « papier de Xuan », originellement fabriqué à base d'écorce de Pteroceltis tatarinowii Maxim (青檀树 / 青檀樹, qīngtánshù "santal bleu-vert") exclusivement, est actuellement assoupli par de la paille de riz, dont la proportion détermine le type. La paille de riz subit le même rouissage à l'air libre que l'écorce, mais un peu moins longtemps.

## Papier de mûrier

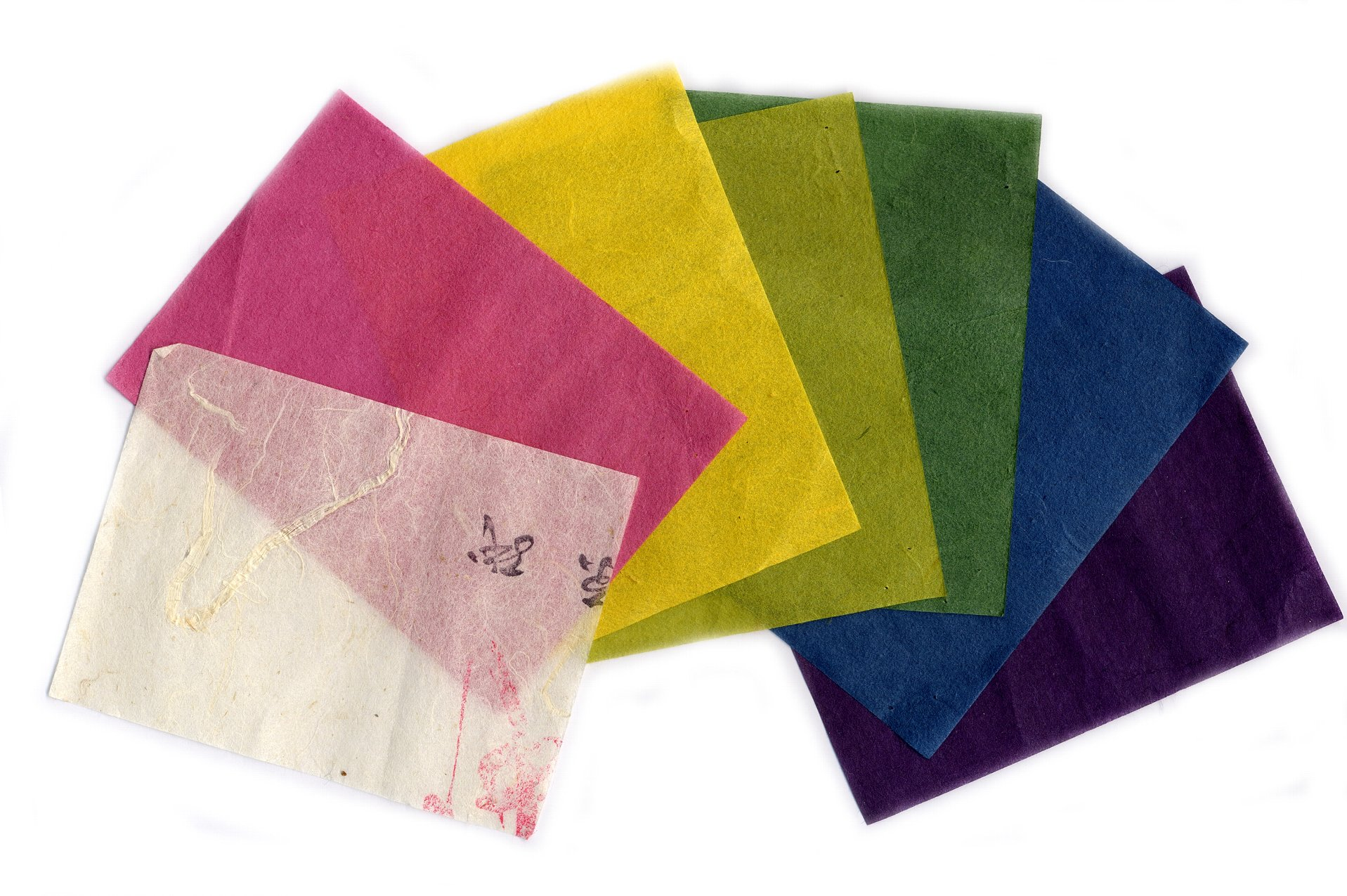
Le papier sugihara, à base de fibres de mûrier à papier.

Également connu sous le nom européen de papier de soie et plus récemment, japonais washi ou wagami (和紙), utilisé notamment en origami, ce type de papier, souvent confondu avec du « papier de riz » (doux, fin, craquant, résistant), n'est pas du tout fait de riz ni de soie. Il est fabriqué à partir des fibres de branches du mûrier à papier, arbre proche du mûrier, où l'on élève le bombyx et dont le cocon sert à confectionner la soie.

## Papier de riz comestible

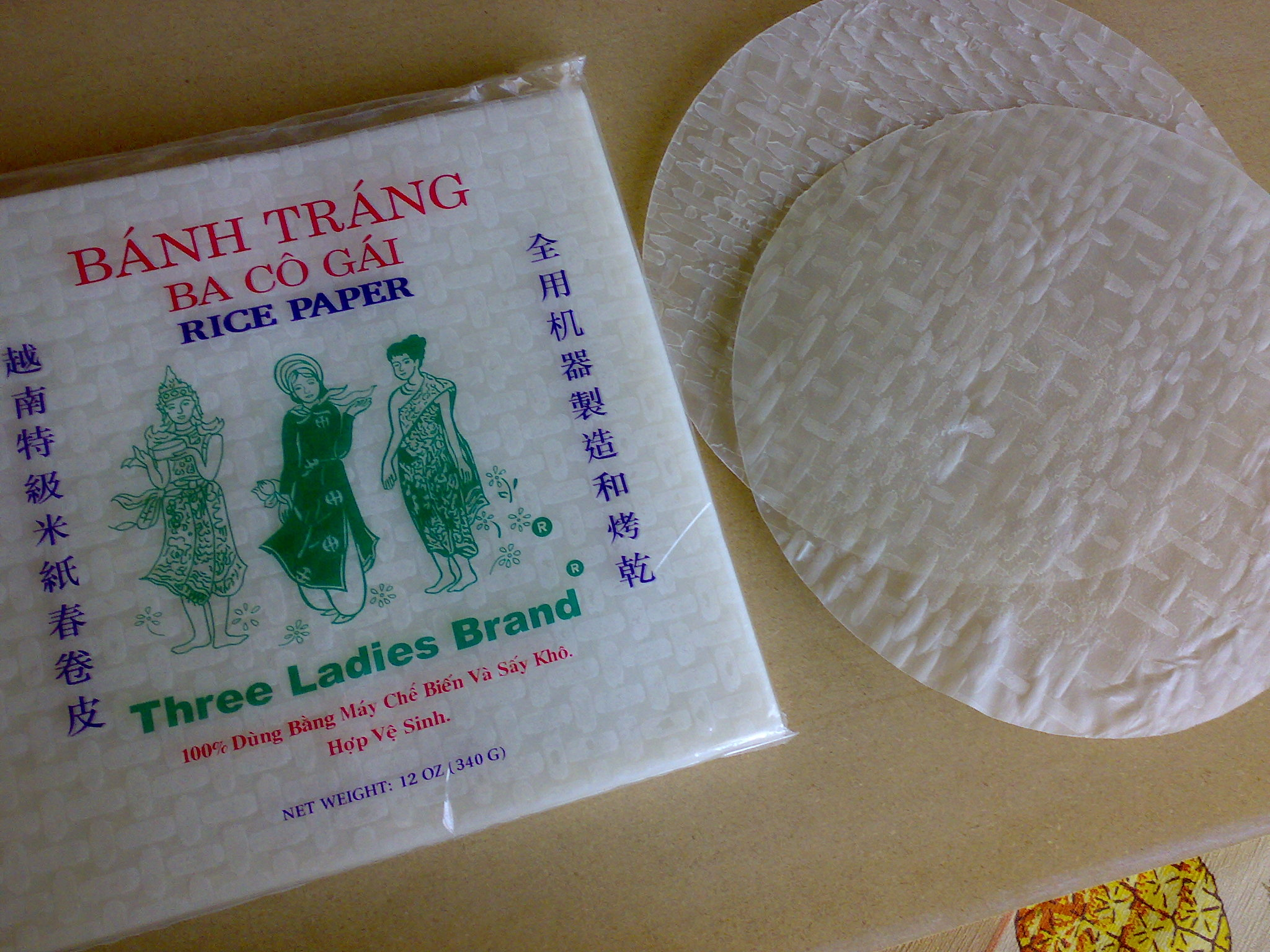
Galettes de riz, Bánh tráng, parfois appelé « papier de riz ».

Il est habituellement fait de riz et de tapioca, mais certaines marques en fabriquent à base de pomme de terre. Utilisé avec une encre comestible, il peut servir à décorer des gâteaux.